# Szymon Rudnicki (historyk)
Szymon Rudnicki (ur. 8 lutego 1938 w Wilnie) – polski historyk, specjalizujący się w najnowszej w historii Polski, profesor nauk humanistycznych, nauczyciel akademicki Uniwersytetu Warszawskiego.

## Życiorys
Dzieciństwo spędził w ZSRR (1939–1947). W latach 1956–1961 studiował historię na Uniwersytecie Warszawskim. Pracę magisterską Walka „Gazety Warszawskiej” o ustrój polityczny i społeczny w Polsce od listopada 1918 do sierpnia 1919 napisaną pod kierunkiem Henryka Jabłońskiego obronił w 1961. W 1962 został zatrudniony w Instytucie Historycznym UW. W 1966 obronił tam pracę doktorską pt. Geneza Obozu Narodowo-Radykalnego (ONR), napisaną pod kierunkiem H. Jabłońskiego, a następnie pracował jako adiunkt w Katedrze Historii Polski Nowoczesnej i Najnowszej, a od 1969 w Zakładzie Historii Najnowszej. W 1978 habilitował się, po czym otrzymał następnie stopień docenta. W latach 1980–1984 był wicedyrektorem IH UW, w latach 1990-1993 prodziekanem Wydziału Historycznego UW. W 1991 został mianowany profesorem nadzwyczajnym UW. W 1996 otrzymał tytuł profesora nauk humanistycznych.
W latach 1988–2000 był członkiem kolegium, a w latach 90. redaktorem naczelnym „Biuletynu ŻIH”, następnie „Kwartalnika Historii Żydów”. Był członkiem Komitetu Redakcyjnego Polskiego Słownika Biograficznego, należy do Rady Naukowej PSB. Autor haseł w tym słowniku oraz w Słowniku biograficznym działaczy polskiego ruchu robotniczego. W latach 2006–2009 był członkiem Rady Archiwalnej przy Naczelnej Dyrekcji Archiwów Państwowych.

## Nagrody i nominacje
- 1985: Nagroda historyczna tygodnika „Polityka” za książkę Obóz Narodowo Radykalny. Geneza i działalność
- 2004: Nagroda KLIO I stopnia za książkę Żydzi w parlamencie II Rzeczypospolitej
- 2005: nominacja do Nagrody im. Jana Długosza za książkę Żydzi w parlamencie II Rzeczypospolitej[3]
- 2008: Nagroda Jana Karskiego i Poli Nireńskiej

## Publikacje
- Działalność polityczna polskich konserwatystów 1918–1926 (1981)
- Obóz Narodowo Radykalny: geneza i działalność (1985)
- Ziemiaństwo polskie w XX wieku (1996)
- Sylwester Wojewódzki przed Sądem Marszałkowskim (1997, z Jerzym Kochanowskim)
- Żydzi w parlamencie II Rzeczypospolitej (2004)
- Równi, ale niezupełnie (2008)
- Stosunki polsko-izraelskie (1945–1967): wybór dokumentów (oprac. wspólnie z Marcosem Siberem, 2009)
- Falanga. Ruch narodowo-radykalny (2018) ISBN 978-83-7545-820-6